# Любомирка (Шепетівський район)
Любоми́рка — село в Україні, у Полонській міській громаді Шепетівського району Хмельницької області. Населення становить 396 осіб.

## Географія
Село розташоване на лівому березі річки Случ.

## Населення

### Мова
Розподіл населення за рідною мовою за даними перепису 2001 року:
| Мова       | Кількість | Відсоток |
| ---------- | --------- | -------- |
| українська | 392       | 98.99%   |
| російська  | 4         | 1.01%    |
| Усього     | 396       | 100%     |

## Історія
У 1906 році село Миропільської волості Новоград-Волинського повіту Волинської губернії. Відстань від повітового міста 63 верст, від волості 10. Дворів 101, мешканців 680.
7 (20) листопада 1917 року, відповідно до Третього Універсалу Української Центральної Ради, увійшло до складу Української Народної Республіки.
Село постраждало в часі Голодомору 1932—1933 років, за різними даними, померло до 80 осіб.
12 червня 2020 року, відповідно до розпорядження Кабінету Міністрів України № 727-р «Про визначення адміністративних центрів та затвердження територій територіальних громад Хмельницької області», увійшло до складу Полонської міської територіальної громади.
19 липня 2020 року, в результаті адміністративно-територіальної реформи та ліквідації Полонського району, село увійшло до складу Шепетівського району.